# Zweisimmen
Zweisimmen je obec v okrese Obersimmental-Saanen v kantonu Bern ve Švýcarsku. Žije zde přibližně 3 000 obyvatel.

## Geografie
V obci se stékají řeky Grosse Simme a Kleine Simme, odtud pochází i její název. Oblast kolem Zweisimmenu v údolí Simmental je ohraničena horami: na severu strmě rozeklanými vápencovými útesy masivu Stockhorn-Gantrisch-Gastlosen, na jihu zaledněným hlavním hřebenem Bernských Alp, z něhož nejvýrazněji vystupují masivy Wildstrubel, Wildhorn a Diablerets.
Obec se skládá z místních částí Zweisimmen, Blankenburg, Mannried, Grubenwald a roztroušených osad Oeschseite a Reichenstein. Nejvyšším bodem je Hinderi Spillgerte ve výšce 2476 m n. m., nejnižší v lokalitě Laubegg-Fall 880 metrů nad mořem.

## Historie

Letecký pohled (1957)

Osady Zweisimmen, Grubenwald a Betelried vznikly kolem roku 850. Hrad Blankenburg je poprvé zmiňován v listině z roku 1325.
První škola byla založena v roce 1608. V letech 1816–1821 byla vybudována simentálská silnice, která byla do roku 1828 prodloužena do Saanenu. Na Mikuláše v roce 1862 zpustošil Zweisimmen požár, při kterém shořela polovina domů. Po telegrafním úřadu v roce 1868 bylo v roce 1900 zavedeno elektrické osvětlení. V letech 1902 až 1905 bylo vybudováno železniční spojení do Montreux. V letech 1932–1936 byla vyasfaltována a rozšířena simentálská silnice. Se zimou 1934 začala ve Zweisimmenu lyžařská turistika a od roku 1936 měli lyžaři k dispozici speciální dopravní prostředek pro milovníky zimních sportů, funi (zkratka z funiculaire), sáňkařskou lanovku. Podobně jako lanovka jezdily dvě sáně nahoru a dolů v opačných směrech, ale spíše po sněhu než po kolejích. Po vybudování lanovky Zweisimmen–Rinderberg v roce 1957 byla až do 70. let 20. století nejdelší lanovkou svého druhu v Evropě. V roce 1987 byla kompletně zrekonstruována.

## Obyvatelstvo
| Vývoj počtu obyvatel | Vývoj počtu obyvatel | Vývoj počtu obyvatel | Vývoj počtu obyvatel | Vývoj počtu obyvatel | Vývoj počtu obyvatel | Vývoj počtu obyvatel | Vývoj počtu obyvatel | Vývoj počtu obyvatel | Vývoj počtu obyvatel | Vývoj počtu obyvatel | Vývoj počtu obyvatel | Vývoj počtu obyvatel | Vývoj počtu obyvatel | Vývoj počtu obyvatel | Vývoj počtu obyvatel | Vývoj počtu obyvatel | Vývoj počtu obyvatel | Vývoj počtu obyvatel |
| -------------------- | -------------------- | -------------------- | -------------------- | -------------------- | -------------------- | -------------------- | -------------------- | -------------------- | -------------------- | -------------------- | -------------------- | -------------------- | -------------------- | -------------------- | -------------------- | -------------------- | -------------------- | -------------------- |
| Rok                  | 1764                 | 1850                 | 1860                 | 1870                 | 1880                 | 1888                 | 1900                 | 1910                 | 1920                 | 1930                 | 1941                 | 1950                 | 1960                 | 1970                 | 1980                 | 1990                 | 2000                 | 2010                 |
| Počet obyvatel       | 1207                 | 2128                 | 2028                 | 2135                 | 2217                 | 1951                 | 2072                 | 2567                 | 2646                 | 2403                 | 2492                 | 2599                 | 2676                 | 2738                 | 2852                 | 2999                 | 2970                 | 2861                 |

## Hospodářství

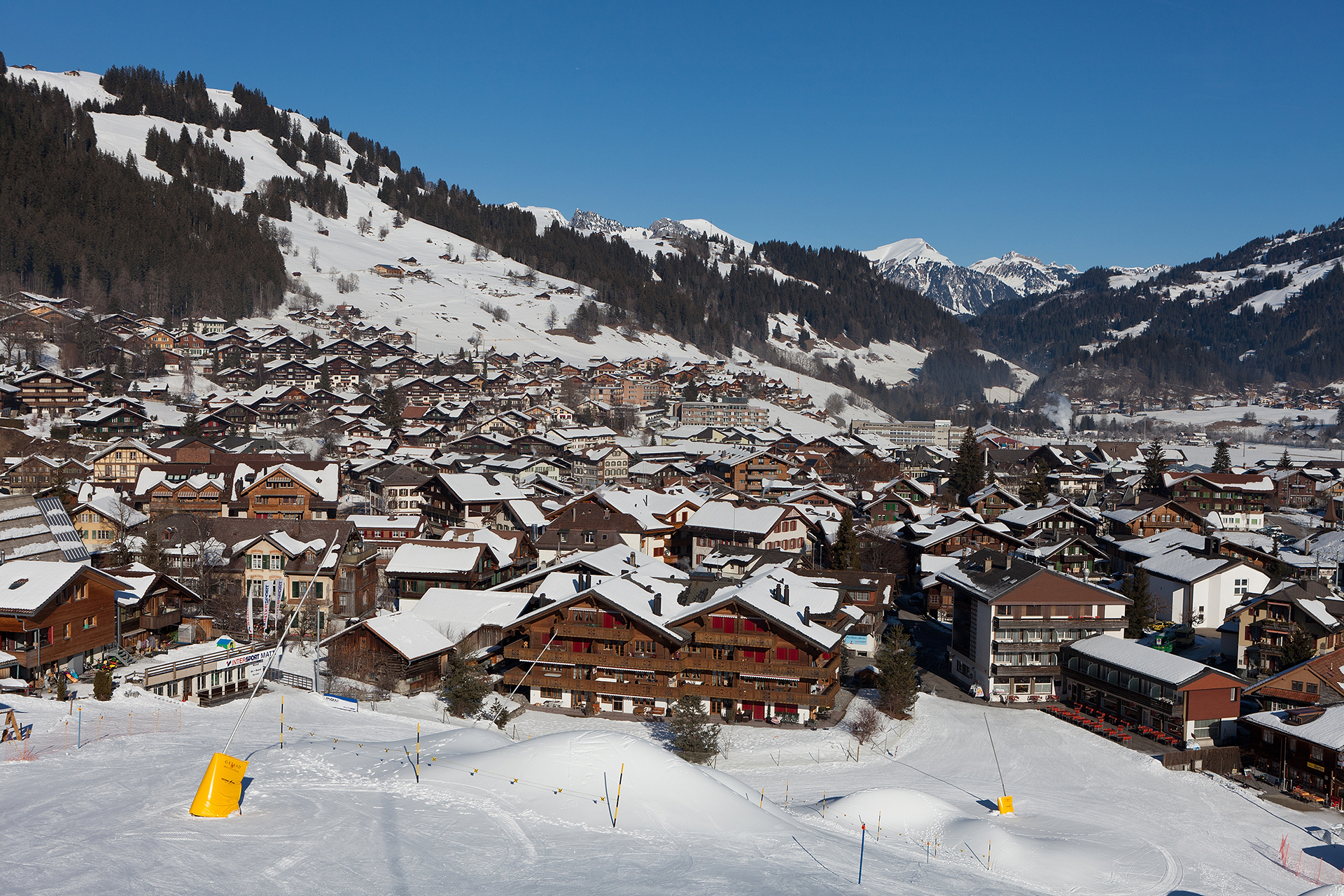
Zweisimmen v zimě

Služby, obchod, zemědělství a také cestovní ruch jsou nejdůležitějšími pilíři obce.
Oblast je vhodná pro pěší turistiku, vysokohorské aktivity a zimní sporty. V zimě je zde 200 km sjezdovek s 57 horskými železnicemi, v létě 300 km turistických tras. V blízkém okolí je k dispozici mnoho dalších aktivit: Pumptrack, kryté a venkovní bazény, kluziště, muzea (např. Obersimmentaler Heimatmuseum), golfové hřiště, tenisové kurty atd. Turistická stezba Obersimmentaler Hausweg vede z Boltigenu přes Zweisimmen a St. Stephan do Lenku.

## Doprava

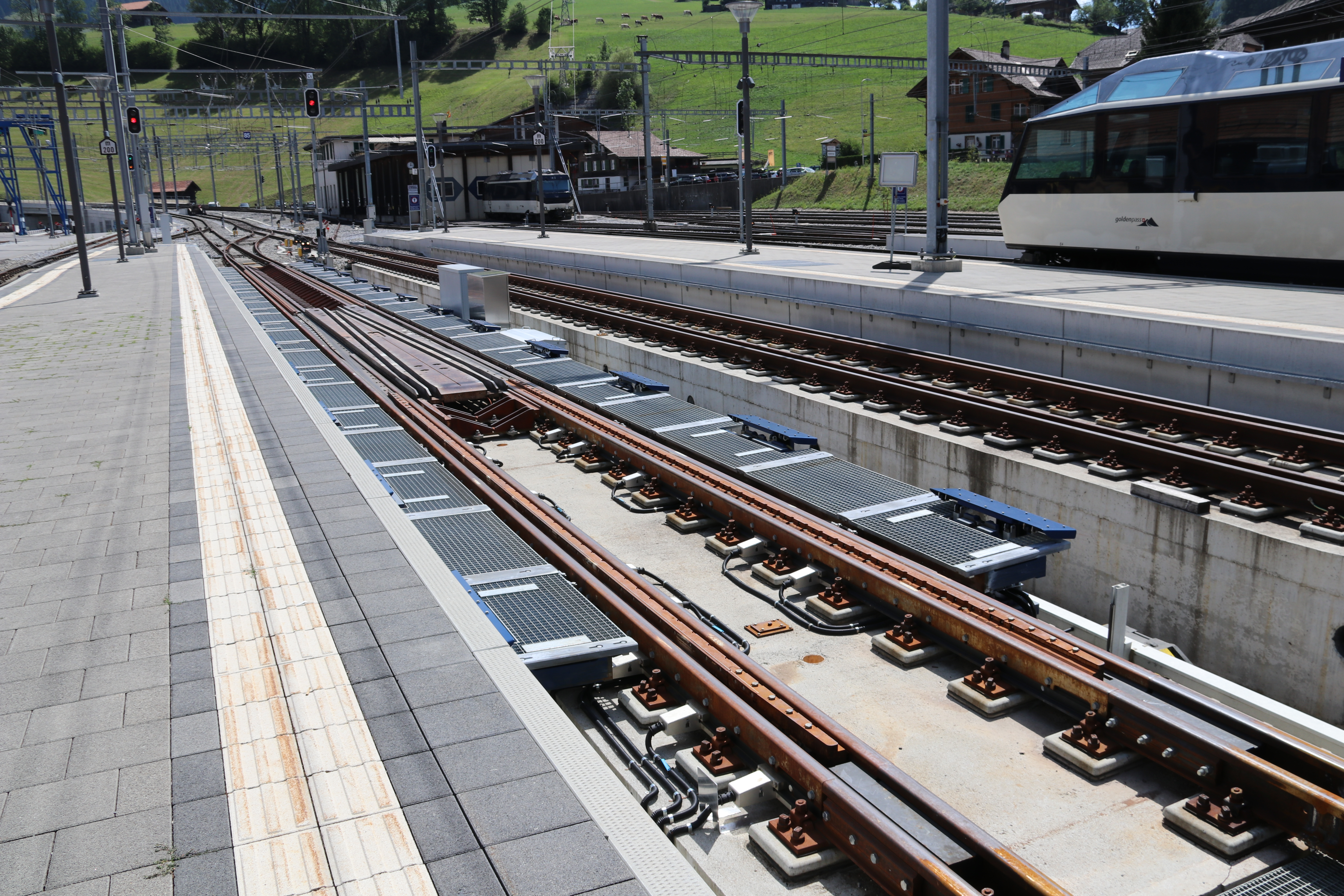
Zařízení na změnu rozchodu koleje v Zweisimmenu

Zweisimmen má dobré silniční a železniční spojení a také spojení s letištěm Zweisimmen a letištěm Saanen.
Obec je konečnou stanicí normálněrozchodné železniční tratě BLS AG ze Spiezu. Ve stanici Zweisimmen začínají železniční tratě Montreux-Berner Oberland-Bahn (MOB) do Lenku a do Montreux u Ženevského jezera s metrovým rozchodem kolejí. Celkem bylo investováno přibližně 90 milionů švýcarských franků do pořízení nových vlaků a vybudování zařízení pro změnu rozchodu kolejí ve Zweisimmenu. Díky tomu mohou cestující ve vlaku GoldenPass Express od prosince 2022 cestovat přímo z Montreux do Interlakenu bez přestupu.
Údolí Simmental je přístupná i pro individuální dopravu. Silniční spojení přes průsmyk Jaunpass do oblasti Fribourgu, Col des Mosses a Col du Pillon do kantonu Vaud jsou důležitými přechody již od počátku osídlení.

## Partnerská obec
- Oberrot, Německo